# Jack Judge
John Judge (3 de dezembro de 1872 – 25 de julho de 1938) foi um compositor e artista de music-hall inglês mais lembrado por escrever a canção "It's a Long Way to Tipperary". Judge escreveu e cantou a canção originalmente em 1912, mas o muito mais conhecido John McCormack adquiriu maior reconhecimento de nome com a canção.